# Chelicerca
Chelicerca (лат.) — род эмбий из подсемейства Chelicercinae (Anisembiidae). Известно около 80 видов. Неотропика: Мексика, Центральная Америка, Южная Америка. Некоторые виды встречаются выше 4000 м в Эквадорских Андах, а один, в зависимости от влажности тумана, процветает среди лишайников в почти безосадочных прибрежных пустынях Перу.

## Описание
Самцы: обычно маленькие, длина тела в среднем 8—9 мм; крылатые или бескрылые. Обычно темнопигментированы, часто с красноватым протораксом. Голова маленькая, четырёхугольная, слабо склеротизованная. Крылья, если присутствуют, узкие; жилки RBS (radial blood sinus, RA) часто скошены в костальный край перед вершиной крыла; поперечные вены развиты слабо, присутствуют только между RBS и RP (posterior radius) или отсутствуют. Тергиты брюшка очень разнообразны; десятый тергит (10T) всегда расщеплён до базального края. Левый отросток левого гемитергита (10 LP) обычно широкий к вершине, обычно загнут вниз на левой стороне, часто килеватый, зазубренный или с небольшим субвыступом на каудальном крае. Правый гемитергит (10 R) часто глубоко выемчатый с внутренней стороны; его отросток (10 RP) обычно с небольшим субвыступом на каудальном крае. Левый парапрокт (LPPT) это треугольная склеротическая пластинка, полностью отделённая от соседних структур; правый парапрокт остаточный или фрагмент, сросшийся с гипандрием (девятый стернит, H)
Самки без хороших родовых признаков, но у некоторых видов узнаваемы по многоцветному полосатому рисунку на сомитах тела. Другие, однако, равномерно чёрные или затемнённые.

## Систематика
Известно около 80 видов. Chelicerca, возможно, самый разнообразный род отряда эмбий, особенно в засушливых или полузасушливых регионах — например, в Мексике. Род был впервые выделен в 1940 году американским энтомологом Эдвардом Россом (1915—2016) в качестве подрода Anisembia (Chelicerca), а с 1944 года в статусе отдельного рода с типовым видом Anisembia (Chelicerca) davisi Ross, 1940..
Описано около 80 видов.
- Chelicerca achilata Szumik, Pereyra & Juárez, 2022 — Бразилия[1]
- Chelicerca acuta Ross, 2003
- Chelicerca albitarsa Ross, 2003
- Chelicerca alpina Ross, 2003
- Chelicerca amatitlana Ross, 2003
- Chelicerca amazonica  (Ross, 2003) — Бразилия
  - =Cryptembia amazonica Ross, 2003
- Chelicerca anandra (Ross, 2003)
- Chelicerca andesina Ross, 2003
- Chelicerca ashworthi (Ross, 1984)
  - = Dactylocerca ashworthi Ross, 1984 — США (AZ), Мексика (Sonora)
- Chelicerca auricollis Ross, 1992 — Панама
- Chelicerca barbara Szumik, 1998
- Chelicerca brunneicollis Ross, 1992 — Панама
- Chelicerca bryophila (Ross, 2003)
- Chelicerca callani (Ross, 1944) — Тринидад
- Chelicerca caprilesi  (Ross, 2003)
- Chelicerca chamelaensis Marino & Marquez, 1982 — Мексика (Jalisco)
- Chelicerca chamulae  Ross, 2003
- Chelicerca chihuahuae  (Ross, 2003)
- Chelicerca colombiana (Ross, 2003)
- Chelicerca dampfi Ross, 1944 — Мексика (Chiapas)
- Chelicerca davisi (Ross, 1940) — Мексика (Veracruz)
- Chelicerca durangoa  (Ross, 2003)
- Chelicerca esteli  Ross, 2003
- Chelicerca fangosa  Szumik, 2001
- Chelicerca ferruginea  (Ross, 2003)
- Chelicerca flavicollis  (Ross, 1984)
  - = Dactylocerca flavicollis Ross, 1984 — Мексика (Zacatecas)
- Chelicerca fusca  (Ross, 2003)
- Chelicerca galapagensis  Ross, 1966
- Chelicerca grandis (Ross, 1944) — Венесуэла, Колумбия
- Chelicerca guanare  (Ross, 2003)
- Chelicerca guatemalae  Ross, 2003
- Chelicerca guerreroa  Ross, 2003
- Chelicerca heymonsi (Enderlein, 1912) — Мексика (Oaxaca)
- Chelicerca hirsuta  (Ross, 2003)
- Chelicerca inbio  Ross, 2003
- Chelicerca ittakua  Szumik, 2001
- Chelicerca jaliscoa Ross, 1984 — Мексика (Jalisco)
- Chelicerca loma  Ross, 2003
- Chelicerca lutea  Ross, 2003
- Chelicerca macoae  (Ross, 2003)
- Chelicerca manauara  (Ross, 2003) — Бразилия
  - =Cryptembia manauara Ross, 2003
- Chelicerca matagalpae  Ross, 2003
- Chelicerca maxima Ross, 1984 — Мексика (Guerrero)
- Chelicerca maya  Ross, 2003
- Chelicerca microspina Ross, 1992 — Панама
- Chelicerca minuta (Ross, 1944) — Колумбия
- Chelicerca montazul  Ross, 2003
- Chelicerca monticola  Ross, 2003
- Chelicerca multicolor  (Ross, 2003)
- Chelicerca multispiculata  (Ross, 1984)
  - = Dactylocerca multispiculata Ross, 1984 — Мексика (Jalisco)
- Chelicerca nimba  Ross, 2003
- Chelicerca nodulosa Ross, 1944 — Мексика (Chiapas, Veracruz)
- Chelicerca paraense  (Ross, 2003) — Бразилия
  - =Cryptembia paraense Ross, 2003
- Chelicerca paraisoa  Ross, 2003
- Chelicerca parva  (Ross, 2003)
- Chelicerca rioensis  Ross, 2003 — Бразилия
- Chelicerca rondonia  (Ross, 2003) — Бразилия
  - =Chriptembia rondonia Ross, 2003
- Chelicerca rossi Szumik, Pereyra & Juárez, 2022 (Chelicerca rossi nom. nov. так как таксон Chelicerca rondonia Ross, 2003 есть младший первичный омоним вида Cryptembia rondonia Ross, 2003, перенесённого из Cryptembia в Chelicerca)[1]
  - =Chelicerca rondonia Ross, 2003
- Chelicerca rubra  (Ross, 1940)
  - = Dactylocerca rubra (Ross, 1940) — США (AZ, CA, NM,NV, UT), Мексика (BCN)
- Chelicerca ruficollis (Saussure, 1896) — Коста-Рика, Панама
- Chelicerca sancarlosa  (Ross, 2003)
- Chelicerca semilutea  Ross, 2003
- Chelicerca semirubra  Ross, 2003
- Chelicerca sonorae  (Ross, 2003)
- Chelicerca spathula  Ross, 2003
- Chelicerca spiculata  Ross, 2003
- Chelicerca spinosa Ross, 1984 — Мексика (Chiapas)
- Chelicerca tantilla  Ross, 2003
- Chelicerca tigre  Szumik, 1998
- Chelicerca trica  Ross, 2003
- Chelicerca tumidiceps (Ross, 1984)
  - = Pelorembia tumidiceps Ross, 1984 — Мексика (Guerrero)
- Chelicerca villaneillya  Ross, 2003
- Chelicerca wheeleri (Melander, 1902) — Мексика (Morelos)
- Chelicerca xanthosoma  (Ross, 2003)
- Chelicerca yogsothoth  Szumik, 2001
- Chelicerca yojoa  Ross, 2003
- Chelicerca yuca  Szumik, 2001